# 多々良車両基地

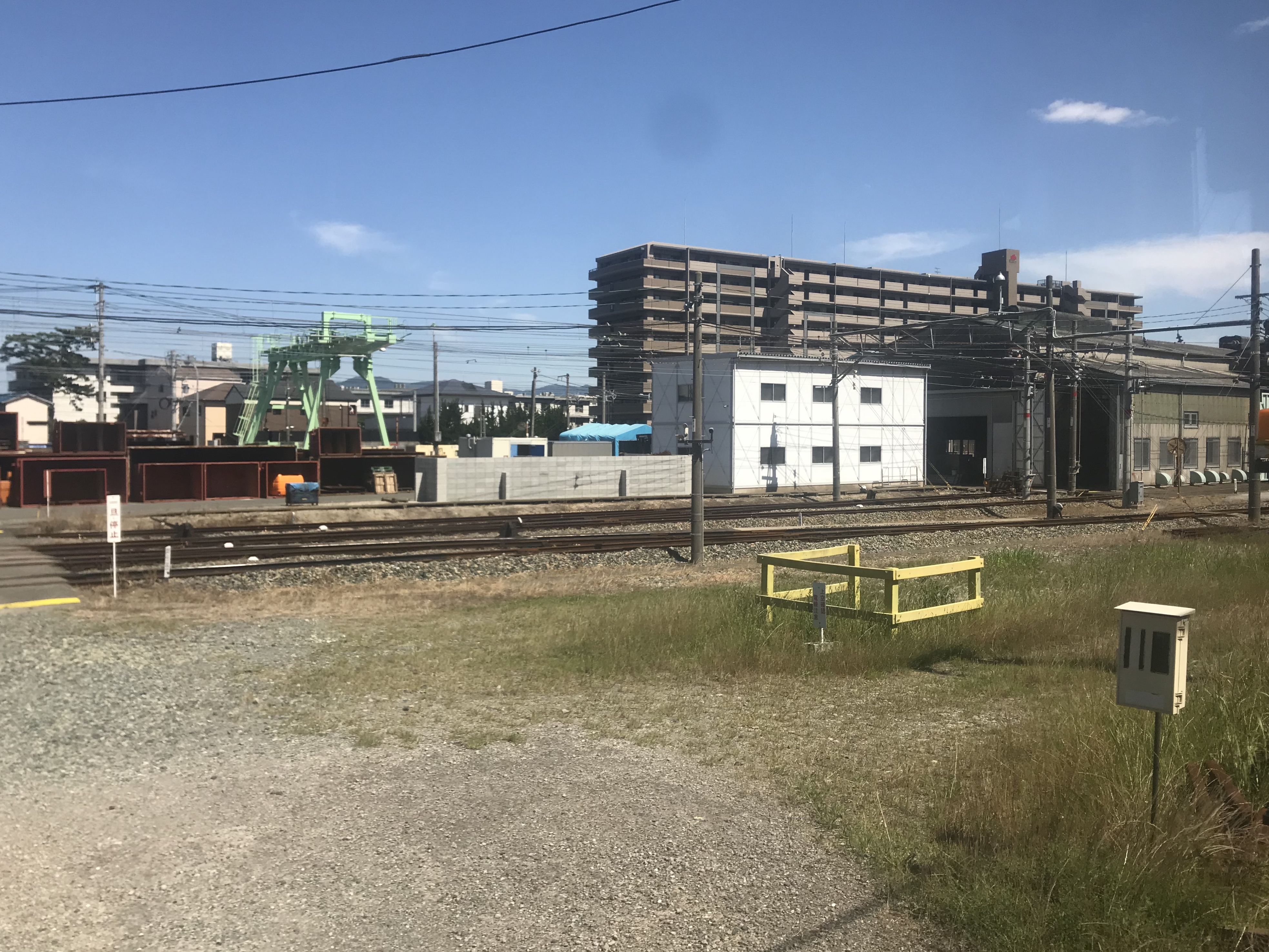
多々良車両基地

多々良車両基地（たたらしゃりょうきち）は福岡市東区箱崎7丁目にある西鉄貝塚線の車両基地。
貝塚線唯一の車両基地で、工場も併設している。

## 概要
博多湾鉄道汽船貝塚線（のちに西鉄宮地岳線を経て現・西鉄貝塚線）開業と同時に開設された工場および車両基地で、貝塚駅の北隣（西鉄新宮寄り）、本線の東隣（三苫・新宮方面行き基準で見た場合、本線の右側）に位置している。工場施設を含め約18,000m2の面積を持つ。
出入り線は貝塚側に設けられている。
なお、貝塚線内のどの駅名にも使用されていない「多々良」の名前を冠しているのは、貝塚駅が「西鉄多々良駅」として開業し、後年現駅名に改称されたためである。